# Бедарида, Анри
Анри Бедарида (фр. Henri Bédarida; 9 марта 1887, Лион — 22 декабря 1957, Париж) — французский историк и филолог-итальянист.
Участвовал в Первой мировой войне в составе французского экспедиционного корпуса в Италии. После войны преподавал французский язык в Болонском университете и итальянский язык и литературу во Французских институтах во Флоренции и Неаполе. В 1927 г. защитил докторскую диссертацию «Парма и Франция с 1748 по 1789 гг.» (фр. Parme et la France de 1748 à 1789), опубликованную в виде монографии в 1977 г. в Женеве и в 1985 г. (в итальянском переводе) в Милане. С 1929 г. профессор Лионского университета. В 1935 г. сменил Анри Овета на кафедре итальянистики университета Сорбонна, в дальнейшем некоторое время был его деканом. Возглавлял журнал «Revue des études italiennes». Во время Второй мировой войны участвовал в католическом Сопротивлении, в 1941 году стал первым президентом подпольного Католического центра французских интеллектуалов.
Опубликовал книги «Французское влияние в Италии в XVIII веке» (фр. L'influence française en Italie au XVIIIe siècle; 1933, совместно с Полем Азаром), «Теофиль Готье и Италия» (1934), «Современный итальянский роман об истории Италии 1789—1914 гг.» (фр. Le roman italien témoin de l'histoire de l'Italie de 1789 à 1914; 1952) и итоговый сборник статей «Через три столетия итальянской литературы» (фр. A travers trois siècles de littérature italienne; 1957). Перевёл с итальянского языка на французский «Историю современной Италии» и «Историю Европы в XIX веке» Бенедетто Кроче и роман Франческо Перри «Неизвестный ученик». Составил том неизданных сочинений Габриэле д’Аннунцио (1942).
Сын Бедариды Франсуа Бедарида (1916—2001) и падчерица Рене Бедарида (1919—2015) также стали историками.